# În acest loc din Paradis (Star Trek: Seria originală)
În acest loc din Paradis (This Side of Paradise) este un episod din Star Trek: Seria originală care a avut premiera la 2 martie 1967.

## Prezentare
În ciuda expunerii la radiații letale, colonia Federației de pe Omicron Ceti III pare să fie înfloritoare. Un detașament de debarcare de pe Enterprise face cercetări și descoperă că populația coloniei este sănătoasă, fără a putea da o explicație. Leila Kalomi, o veche prietenă a d-lui Spock, arată echipei de pe Enterprise niște flori ciudate, care par să inducă o stare de fericire absolută tuturor celor care vin în contact cu sporii săi (chiar și lui Spock). Efectele sporilor se răspândesc rapid pe Enterprise, împingându-i pe membrii echipajului să se revolte împotriva căpitanului Kirk.